# Nivell macroscòpic
En física, el nivell macroscòpic és el nivell de descripció en què la posició o estat físic concret de les partícules que integren un cos pot ser resumit en una equació d'estat que només inclou magnituds extensives (volum, longitud, massa) i magnituds intensives mitjana (pressió, temperatura). Normalment degut a la gran mida de l'esmentat sistema poden menysprear els efectes quàntics i poden usar la mecànica estadística clàssica i les lleis de Newton com a bona aproximació. Igualment l'energia total del sistema es pot considerar com una magnitud contínua en lloc de com una magnitud quantitzada. Estenent la definició es parla d'objecte o fenomen macroscòpic quan les dimensions geomètriques o la magnitud física sobrepassen d'una certa mida. Normalment tots els objectes visibles a simple vista són a tots els efectes macroscòpics, en oposició als objectes microscòpics i els fenòmens microscòpics, no visibles a simple vista i on la mecànica quàntica pot tenir un paper important, en la seva descripció.